# Польский монетный двор
Польский монетный двор (пол. Mennica Polska; ранее — Варшавский монетный двор, пол. Mennica Warszawska) — монетный двор в Варшаве, основанный в 1766 году.
С 1796 года по 1810 не действовал.
В Российской империи действовал до 1 января 1868 года. По закрытии станки, архив и нумизматическая коллекция были отправлены в Санкт-Петербург.
Возобновил свою деятельность в 1924 году. В 1944 году здание Варшавского монетного двора было взорвано немецкими оккупантами, и деятельность на определённое время была остановлена.
В 1990-х годах Варшавский монетный двор был приватизирован и позднее переименован в Польский монетный двор.

## История

### 1766-1867
Польский монетный двор был основан Станиславом Августом Понятовским в ходе денежной реформы в 1766 году. 10 января 1765 королем была  учреждена Монетная комиссия, а 3 июля Понятовский приобрёл дворец на улице Белянской в Варшаве, где и расположился монетный двор. 
Официально датой учреждения монетного двора и введения новой денежной системы в Польше считается 10 февраля 1766 года и в честь этого события 10 февраля был установлен праздник монетного двора. 15 марта 1787 года курс монетного двора был изменён.
В 1791 году Монетный двор ввёл свой собственный знак монетного двора — буквы MV и MW (пол. Mennica Warszawska рус. Монетный двор Варшавы) (использоваося также позднее в XIX веке, а в современном виде с 1965).
В мае 1794 года право чеканки монет перешло к Налоговой комиссии. 14 июня курс монетного двора был снова изменён.
Монетный двор был закрыт в результате Третьего раздела Речи Посполитой.
9 июня 1810 возобновил свою деятельность, чеканив монеты для Варшавского герцогства золотую, серебряную и медную (до Венского конгресса 9 июня 1815).

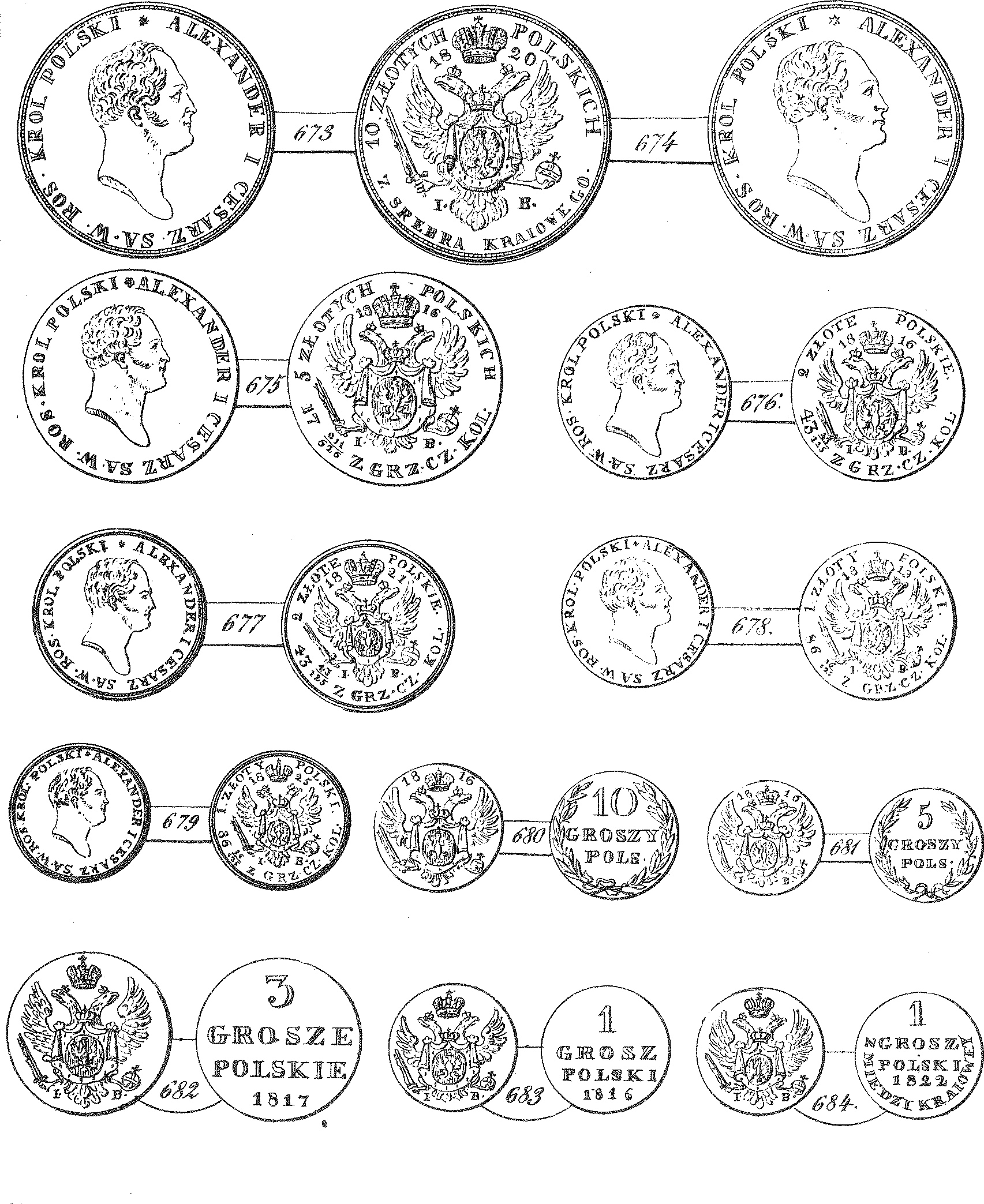
Эскизы монет, изготовлявшихся на Варшавском монетном дворе во времена Александра I

С 1 января 1816 чеканил монеты для Царства Польского.
В 1824 монетный двор получил монополию на изготовление штампов и государственных печатей. 
Во время Ноябрьского восстания 1830 года монетный двор использовался как оружейный завод.
25 января 1831 Сейм Царства Польского лишил Николая I права на польский престол, и монетный двор начал чеканить монеты Национального правительства Королевства Польского.
Царским указом от 15 октября 1832 была введена первая двуязычная русско-польская монета номиналом 15 копеек — 1 злотый, а 3 октября 1841 — русская (первый рубль был отчеканен в 1842 году).
С 1842 деятельность Варшавского монетного двора постепенно ограничивалась.
В 1850 году знак монетного двора был изменён с латинского MW на кириллический ВМ. 
Через год на Варшавском монетном дворе была открыта Главная пробирная комната.
В 1865 году производство было остановлено (к тому времени с 1816 года было отчеканено свыше 300 млн монет).
1 января 1868 Варшавский монетный двор был закрыт.

### 1924-1994
Монетный двор Варшавы возобновил работу 14 апреля 1924. Современные станки для производства монет импортировались из Франции, Великобритании и Германии. До 1928 года монетный двор имел монополию на «изготовление печатей с государственным орлом», а также был обязан проводить экспертизы и выдавать суждения о подлинности монет и официальных печатей.
После начала Второй мировой войны монетный двор был частично разрушен, а его коллекции украдены немецкой армией (хранителю Владиславу Терлецкому удалось сохранить около 10% экспонатов).
В 1941-1944 годах оккупационные власти чеканили цинковые монеты для Генерал-губернаторства. Оккупационными властями производство денег не контролировалось, поэтому все монеты этого периода были изготовлены из довоенных марок с белым орлом и без свастики.
12 сентября 1944 года здание монетного двора было взорвано.
Монетный двор возобновил свою деятельность в 1944 году на улице Марковской в Варшаве, однако монеты не выпускались из-за отсутствия заказов.
В 1952 году монетный двор переехал на новое место по тогдашней улице Чеглана (ныне — улица Переца, район Воля). В новом здании монетного двора в 1953 году были отчеканены первые послевоенные монеты (1 грош и 2 гроша), всё ещё с надписью «Rzeczpospolita Polska» и ретроспективной датой 1949 год.
В 1957 году название Польского государства сменилось на «Польская Народная Республика». В том же году было принято решение обновить год на деньгах с изменением календарного года. До 1964 года монетный двор отчеканил более 1,84 миллиарда злотых, что почти столько же, сколько было суммарно отчеканено с 1766 по 1944 год.
В 1966 году монетный двор был награждён Орденом «Знамя Труда» I степени.
20 сентября 1990, после мирного демонтажа социалистического строя, на монетах и банкнотах страны вновь появилась надпись «Rzeczpospolita Polska» и Польский коронованный орёл.
В 1990-1994 годах выпуск монет на Варшавском монетном дворе продолжался в условиях полной секретности.
225-летие основания монетного двора в 1991 было отмечено выпуском первой польской биметаллической монеты.

### 1994-2005
В апреле 1994 монетный двор был преобразован в компанию с единственным акционером Государственного казначейства «Mennica Państwowa Spółka Akcyjna», а 26 сентября было открыто новое здание на улице Железная, 56 (здание было снесено в 2016).
В 1995 году были отчеканены первые польские золотые монеты, основанные на стандарте унции.
7 апреля 1998 года акции монетного двора впервые были зарегистрированы на Варшавской фондовой бирже. Компания также начала работать в сфере электронных платежей. С декабря 2001 года монетный двор является оператором системы «City Card» в Варшаве.

### После 2005
31 мая 2005 название компании было изменено на «Mennica Polska Spółka Akcyjna».
Монетный двор Польши это единственный производитель коллекционных монет Национального банка Польши. Монетный двор также выпускает монеты для иностранных эмитентов и центральных банков, например, тиражные монеты для Доминиканской Республики, Армении и Украины, а также коллекционные монеты для Армении, Белоруссии, Украины и Кипра. С 2008 года на польском рынке также работает дочерняя компания Mennica Polska — Skarbiec Mennicy Polskiej.
27 апреля 2010 года Министерство финансов Польши и Bank Gospodarstwa Krajowego продали 42% акций монетного двора, тем самым завершив его приватизацию.

## Продукция
Монетный двор производит:
- Польские монеты, банкноты и коллекционные монеты
- Монеты по заказу других государств
- Инвестиционные золотые слитки из золота от 1 до 1000 грамм
- Польские государственные награды
- Медали и штампы
- Клейма

## Эмблема
Во времена Речи Посполитой эмблемой монетного двора были буквы M.V и M.W.
В Российской империи в разные времена эмблемами двора были:
- M.W. (Mennica Warszawska, 1816-1868)
- . W.M (Warszawska Mennica, 1816-1868)
- В.М. (Варшавская монета, 1850-1868)

В 1924-1939 эмблемой монетного двора был герб Косцеша.
С 1952 года эмблемой монетного двора вновь становятся буквы M.W., размещенные одна над одной.